# Josef Emanuel Hibsch

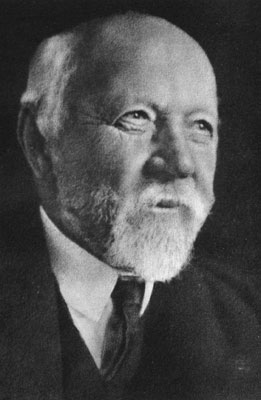
Josef Emanuel Hibsch

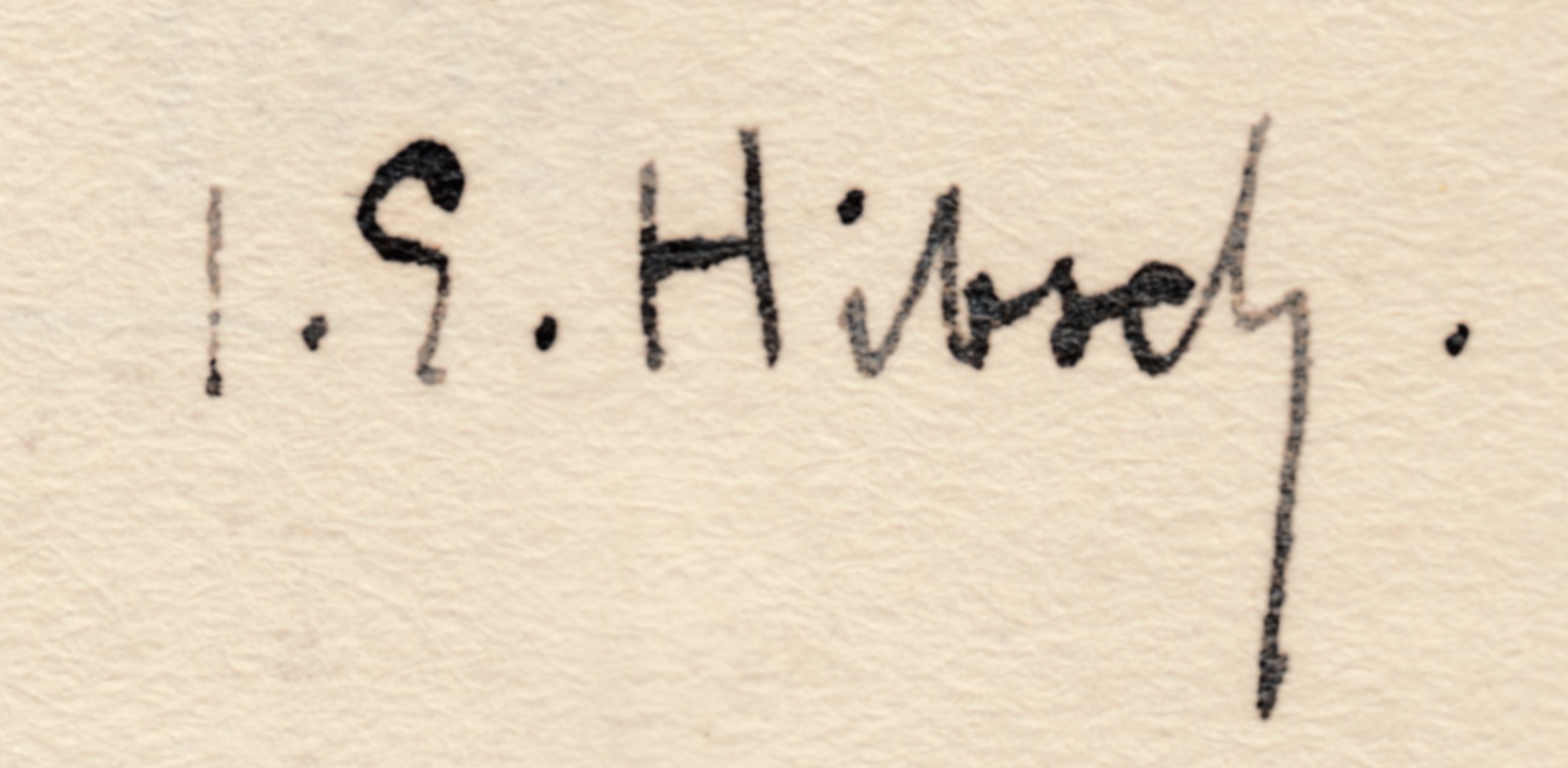
Autograph Hibsch

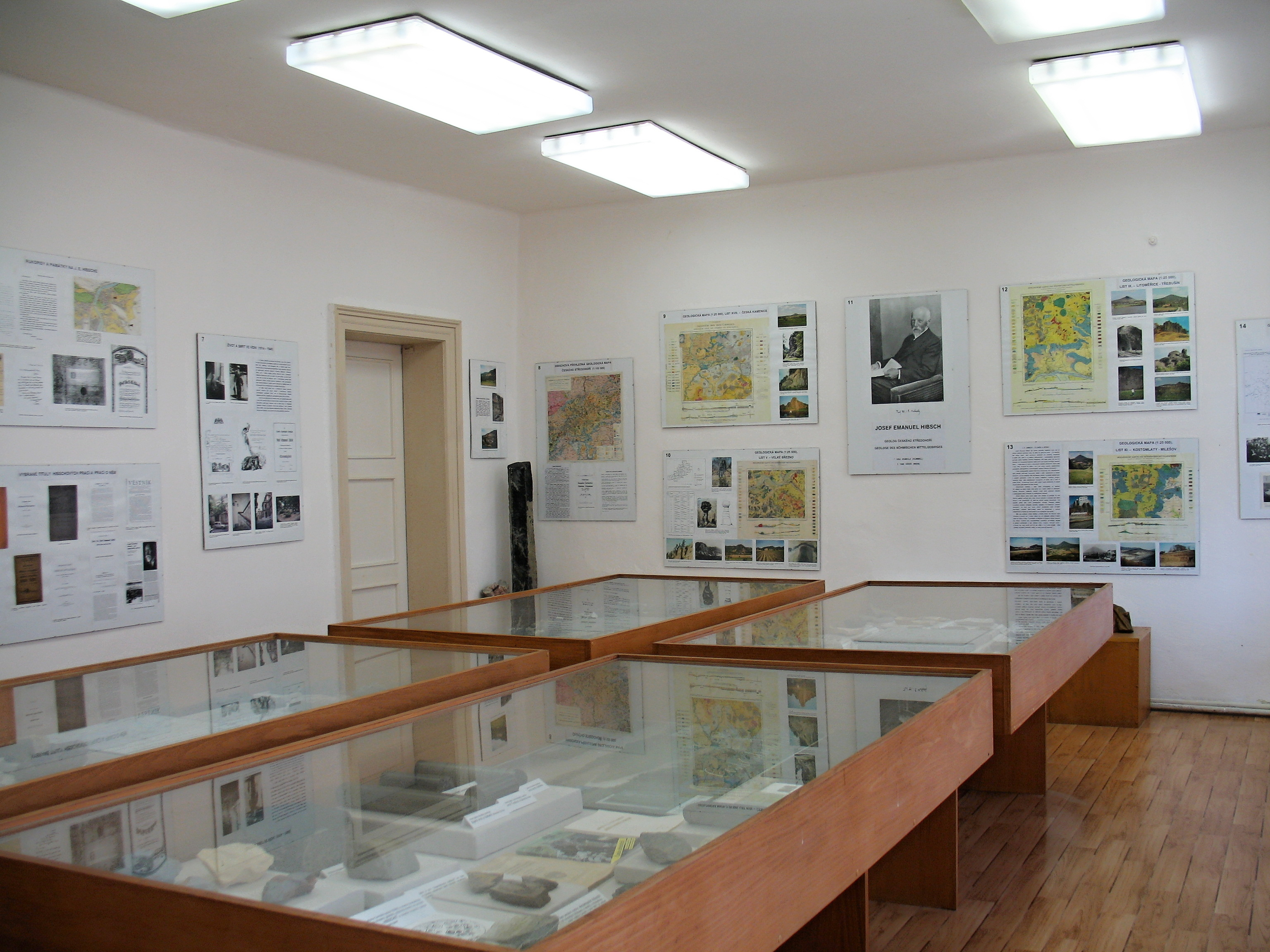
Mineralogisches Museum in Homole u Panny, Nordböhmen

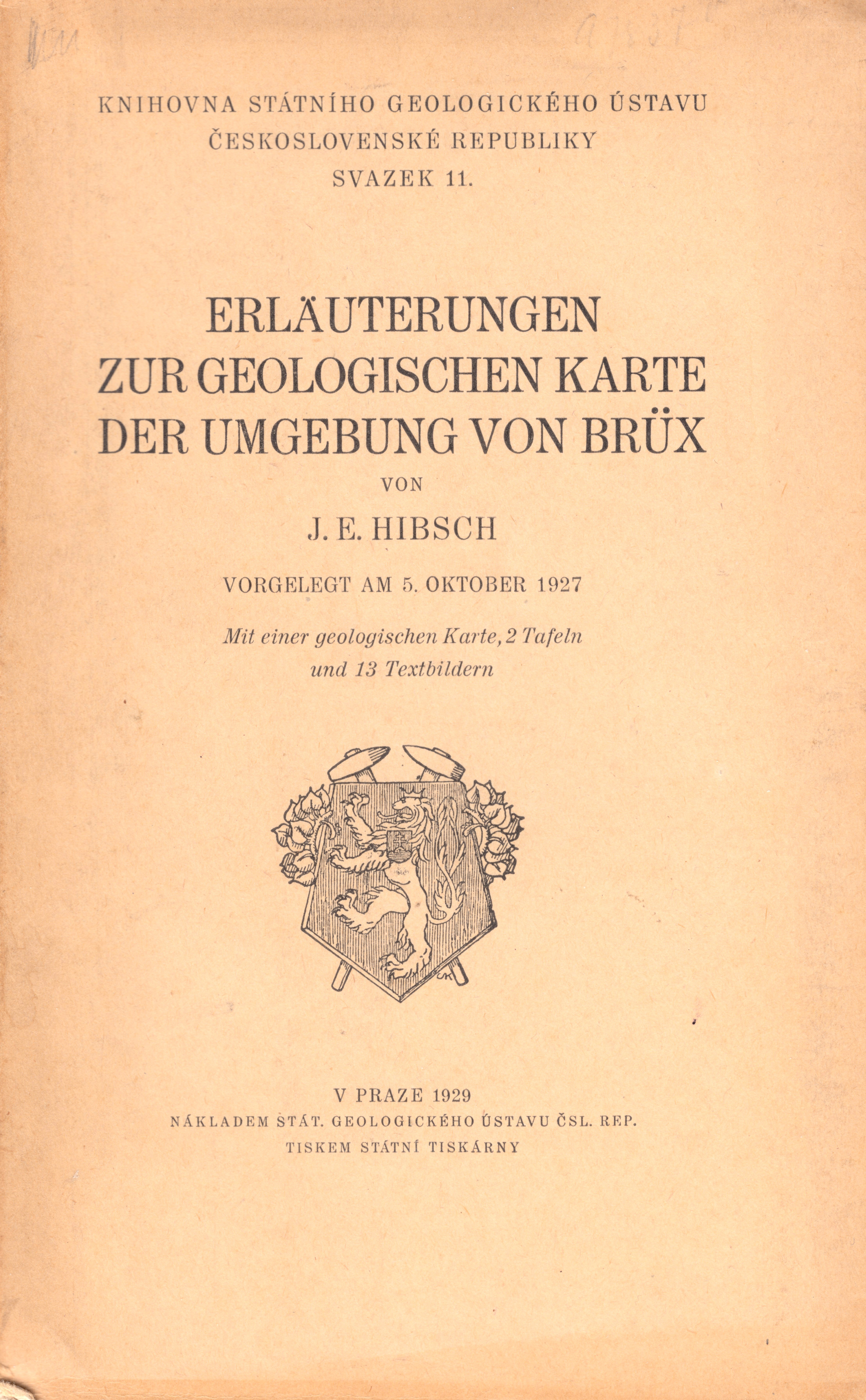
Titelblatt eines Spätwerks von Hibsch (1929 in Prag erschienen)

Josef Emanuel Hibsch (* 26. März 1852 in Hummel (Homole u Panny), Böhmen; † 4. November 1940 in Wien) war ein Lehrer und Geologe.

## Leben
Josef Emanuel Hibsch wuchs in einem bäuerlichen Familienumfeld auf. Mit Abschluss seiner Schulzeit bestand er im Jahre 1871 mit sehr guten Ergebnissen die Reifeprüfung an der Oberrealschule in Leitmeritz.
Hibsch studierte ab 1871 am k.k. Polytechnischen Institut (ab 1872 Technische Hochschule Wien), wo er 1876 die Lehramtsprüfung in Naturgeschichte und Chemie für Oberrealschulen ablegte. Im Verlaufe seiner Studienzeit besuchte er Vorlesungen von Ferdinand von Hochstetter, Andreas Kornhuber und Heinrich Hlasiwetz, arbeitete in deren Instituten und kam als Gasthörer mit Eduard Suess zusammen. Von 1874 bis 1878 war er Assistent bei Andreas Kornhuber.
Von 1878 bis 1880 war er in Pilsen an der Staatsrealschule tätig und von 1880 bis 1914 Professor für naturwissenschaftliche Fächer an der höheren landwirtschaftlichen Landesanstalt, der späteren (ab 1900) Königlich Böhmischen Landwirtschaftlichen Akademie in Tetschen-Liebwerd. Die k. k. geologische Reichsanstalt berief ihn 1880 zum korrespondierenden Mitglied. Im Jahre 1887 promovierte er an der Universität Leipzig zum Dr. phil. mit einer Arbeit über Trachyte und Phonolithe des Böhmischen Mittelgebirges.
Hibsch widmete sich insbesondere der geologischen Erforschung des Böhmischen Mittelgebirges. Hibsch schuf die ersten detaillierten geologischen Karten dieser Region, die jeweils mit einer textlichen Erläuterung erschienen. Sie verwendeten ähnliche Zeichenschlüssel wie diese der Geologischen Specialkarte des Königreichs Sachsen im Maßstab 1:25.000 und einige grenzten an diese an. Hibsch war Mitautor des sächsischen Blattes Nr. 104 Section Grosser Winterberg–Tetschen von 1894, das wie viele angrenzende sächsische Karten eine grenzüberschreitende Darstellung zeigt. Seine Mitwirkung an diesem Werk erfolgte auf Einladung der Direktion der Geologischen Landesaufnahme von Sachsen durch Hermann Credner.
Seit 1914 lebte Hibsch in Wien. Von dort setzte er seine Forschungen in Nordböhmen während der Sommerferien fort. 
Nach dem Zerfall Österreich-Ungarns infolge des Ersten Weltkrieges lag das Böhmische Mittelgebirge ab Oktober 1918 auf dem Gebiet des Nachfolgestaates Tschechoslowakei. Seine Publikationen zur Geologie Nordböhmens, wie geologische Karten und ihre Erläuterungen, erschienen nun im Verlag (Bibliothek) des Staatlichen geologischen Instituts der Tschechoslowakischen Republik.

## Funktionen und Ehrungen
- seit 1893: korrespondierendes Mitglied der Gesellschaft zur Förderung deutscher Wissenschaft, Kunst und Literatur in Böhmen
- seit 1917: korrespondierendes Mitglied der Kaiserlichen Akademie der Wissenschaften
- 1919 bis 1920: Präsident der Wiener mineralogischen Gesellschaft
- 1919 bis 1921: Lehrauftrag für Mineralogie, Geologie und Petrographie an der Hochschule für Bodenkultur, Wien
- 1925: Ehrenbürger der Stadt Tetschen, Benennung einer Straße zur Prof.-Dr.-Hibsch-Straße (heute: El. Krásnohorské) im östlichen Stadtgebiet[5]
- 1930: Ehrendoktor (Doktor der Kulturwissenschaften) der Technischen Hochschule Dresden[6]

- Gründer und Ehrenmitglied des Volksbildungsvereins in Tetschen[5]
- Mitgründer des Hörerunterstützungsvereins der landwirtschaftlichen Akademie Liebwerd[5]

In der einstigen Schule seines Geburtsortes Homole (Hummel) wurde ihm zu Ehren ein kleines Museum eingerichtet.

## Zitat
„Die Literatur über das böhmische Mittelgebirge ist, was die Geologie desselben betrifft, ziemlich umfangreich. […] Johann Jokély und Ferdinand v. Hochstetter untersuchten und kartierten das böhmische Mittelgebirge im Auftrage der k. k. geologischen Reichsanstalt in den Jahren 1856 und 1857. Die resultierende Karte, leider blos im Massstabe 1 : 144,000, ist heute noch die beste geologische Karte des Gebietes. […]. Das böhmische Mittelgebirge ist demnach kein geologisch unbekanntes Gebiet. Unsere gegenwärtige Kenntnis beschränkt sich jedoch nur auf allgemeine Grundzüge des Aufbaues und auf die petrographische Beschreibung einer grossen Anzahl von Gesteinen. […] Eine systematische Aufnahme und Kartirung des Mittelgebirges während der nächsten Zeit liegt in der Absicht des Autors.“

## Werke (Auswahl)
- Ueber einige minder bekannte Eruptivgesteine des böhmischen Mittelgebirges. Inaugural-Dissertation zur Erlangung der philosophischen Doctorwürde an der Universität Leipzig. Alfred Hölder, Wien 1887 (Digitalisat)
- Richard Carl Beck, Josef Hibsch: Geologische Specialkarte des Königreichs Sachsen, 104 : Section Grosser Winterberg – Tetschen. Giesecke & Devrient, Leipzig 1894 (Digitalisat SLUB)
- Richard Carl Beck, Josef Hibsch: Erläuterungen zur geologischen Specialkarte des Königreichs Sachsen, Section Grosser Winterberg-Tetschen, Blatt 104. Engelmann, Leipzig 1895
- Erläuterungen zur geologischen Übersichtskarte des Böhmischen Mittelgebirges und der unmittelbar angrenzenden Gebiete. Freier Lehrerverein des politischen Bezirkes Tetschen, Tetschen 1926
- Die Minerale des böhmischen Mittelgebirges. Fischer, Jena 1934
- Geologisches Kartenwerk des Böhmischen Mittelgebirges, 1896–1929